# Dmitrij Kokarev
Dmitrij Kokarev (in russo Дмитрий Кокарев?, noto come Dmitry Kokarev in Occidente; Penza, 18 febbraio 1982) è uno scacchista russo.
Ottenne il titolo di Grande maestro nel 2006, all'età di 24 anni.

## Principali risultati
- 1999    vince il Campionato del mondo U18 a Oropesa del Mar;
- 2009    1º/8º nell'open di Voronež, con Volkov, Lysyj, Rachmanov, Popov, Chismatullin, Andrejkin e Bočarov;
- 2010    vince il torneo Mumbai Mayor's Cup di Mumbai;
- 2010    1º/6º con Turov, Dreev, Kravtsiv, Adhiban e Aleksandrov nel torneo Orissa Open di Bhubaneswar;
- 2013    1º/11º nel Chigorin Memorial di San Pietroburgo;
- 2014    vince la decima edizione della Ugra Gouverneur's Cup di Chanty-Mansijsk.[1]

Il suo rating FIDE di novembre 2014 è di 2624 punti. Ha raggiunto il massimo Elo in luglio 2014, con 2650 punti.